# Mallophora ruficauda
Mallophora ruficauda là một loài ruồi trong họ Asilidae. Mallophora ruficauda được Wiedemann miêu tả năm 1828.